# Charles Lindley Wood
Pour les articles homonymes, voir Charles Wood et Wood.
Charles Lindley Wood (7 janvier 1839 – 19 janvier 1934), 2e vicomte d'Halifax, est un homme politique anglais et un laïc anglo-catholique qui se consacre au dialogue entre l'anglicanisme et le catholicisme romain.

## Biographie
Fils de Charles Wood (1800–1885), 1er vicomte d'Halifax et homme politique whig qui est ministre de la reine Victoria à plusieurs reprises, Charles Lindley Wood étudie au collège d'Eton puis à l'université d'Oxford et se prépare à embrasser la carrière publique quand il est saisi par le réveil religieux qui agite son université et l'Église d'Angleterre à l'époque.
Compagnon du futur Édouard VII, il consacre sa vie à la promotion du réveil anglo-catholique dans l'Église d'Angleterre et à l'union des Églises et, dès 1867, il occupe la présidence du groupe d'influence anglo-catholique de l'English Church Union à la tête duquel il reste longtemps.
Son troisième fils, Edward Frederick Lindley Wood, premier comte d'Halifax, est Vice-roi des Indes et ministre des affaires étrangères de Neville Chamberlain. Charles Lindley Wood est par ailleurs un collecteur d'histoires de fantômes dont il publie deux recueils.

### Dialogue avec les catholiques romains
Charles Wood œuvre à tenter d'établir un dialogue entre l'Église catholique romaine et l'Église d'Angleterre. Dès les années 1890, il s'engage dans une relation avec le Lazariste français Fernand Portal, avec lequel il noue une solide et durable amitié, pour tenter de résoudre la question des ordres anglicans à la validité desquels les ultramontains anglais s'opposent. 
Mais, loin d'avaliser ce rapprochement, le pape Léon XIII bloque les discussions entre Lord Halifax et Fernand Portal en réaffirmant la nullité des ordinations anglicanes en 1895 par l'encyclique Apostolicae Curae,à laquelle l'Église d'Angleterre répond officiellement par Saepius officio. 
Fort de son amitié avec Fernand Portal, Halifax poursuit néanmoins ses efforts organisant avec celui-ci les conversations de Malines (1921-1926), tentatives de rapprochement de personnalités catholiques et anglicanes sous la direction du Cardinal belge Désiré-Joseph Mercier. L'expérience se termine avec la mort du cardinal Mercier en 1926, suivie de peu par celle de Portal. Là encore, Rome y oppose l’encyclique Mortalium Animos de 1928 sur l'Unité véritable de l'Église, condamnant l'œcuménisme naissant. Néanmoins certains considèrent les conversations de Malines comme un jalon crucial de l'histoire de l'œcuménisme moderne.

## Sources partielles
- Article Charles Lindley Wood, Halifax 2e vicomte de, Encyclopædia Universalis, 2008
- Gilles Daudé, Œcuménisme et Mission, Service œcuménique, Fédération protestante de France article en ligne